# Sinopodisma wulingshana
Sinopodisma wulingshana is een rechtvleugelig insect uit de familie veldsprinkhanen (Acrididae). De wetenschappelijke naam van deze soort is voor het eerst geldig gepubliceerd in 1994 door Fu, Peng & Zhu.